# アンガ国

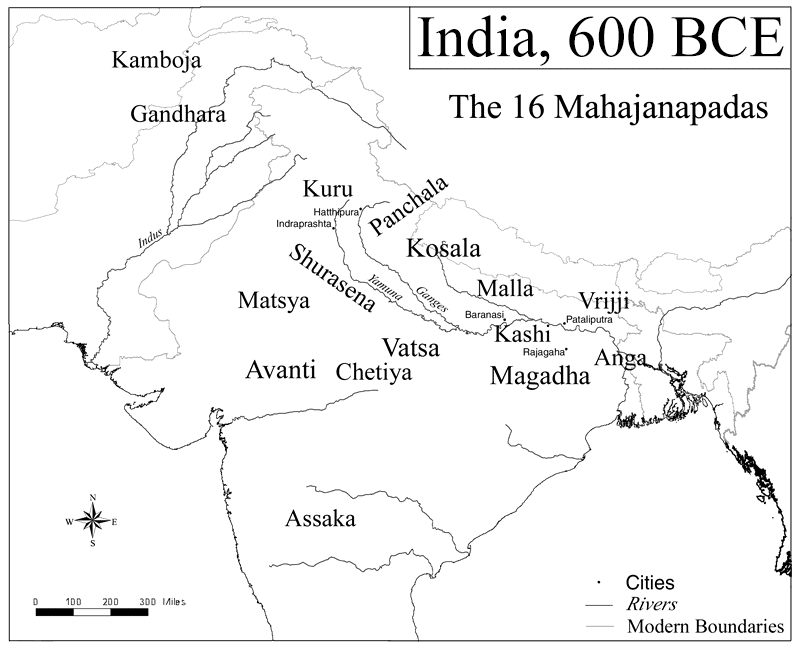
十六大国のひとつであるアンガ国（Anga）

アンガ国（サンスクリット語 अङ्ग、パーリ語 অঙ্গ）は、古代インドの国名。首都はチャンパーである。他に、アッサプラやバドリカーなどの都市を擁していた。
古くは『アタルヴァ・ヴェーダ』に、マガダ国やガンダーラ国とともに名が挙げられている。仏教やジャイナ教の文献にも登場し、初期仏教の聖典『アングッタラ・ニカーヤ』の中では十六大国のひとつに数えられ、紀元前6世紀頃にも栄えていたことが窺える。プラーナ文献においても、カリンガ国などとともに、国名として言及されている。
『マハーバーラタ』においては、アンガ国はヴァンガ国と連合してひとつの国を形成していた、とされる。

## 位置
『マハーバーラタ』に述べられる限りでは、アンガ国は、現在のビハール州バーガルプルやムンゲールを中心とした地域から、西ベンガル州の東部まで広がっており、後にはベンガル地方全体を支配下に置いた。
南西はチャンダン川を境にマガダ国と接し、北西はコーシー川付近を境にヴァッジ国と接していた。東は、『カターサリットサーガラ』によると、海辺の町ヴィタンカプールを擁していたとされるので、最盛期にはベンガル湾まで勢力を伸ばしていたと考えられる。
首都チャンパーは、『マハーバーラタ』などによると、チャンダン川とガンジス川との合流点に位置していたとされるので、現在のバーガルプルに近い地域にあったと考えられている。現在でも、バーガルプル近辺には、チャンパーナガラ村やチャンパープラ村が存在する。

## 歴史
- 『マハーバーラタ』や『マツヤ・プラーナ』などによると、アンガ国の名は、建国の父とされるアンガ王子の名から取ったと伝承される。
- 仏典『マハーゴーヴィンダ・スッタンタ』には、ダタラッタ王について言及がある。
- ジャイナ教文献には、紀元前6世紀のダディヴァーハナ王について言及があり、プラーナ文献などではダディヴァーハナ王をアンガ王の後継者と伝承している。
- 仏典『ヴィドゥラ・パンディタ・ジャータカ』は、ラージャグリハをアンガ国の都市としている。また、『マハーバーラタ』でも、アンガ国王がガヤーのヴィシュヌパダ山において祭祀を挙行したことが述べられている。したがって、アンガ国が一時期マガダ国をも支配していた可能性があると言われている。
- 紀元前6世紀中頃に、マガダ国の王子ビンビサーラが、アンガ国に攻め入ってブラフマダッタ王を殺害し、アンガ国の首都チャンパーを占領して、以後父王の代理として一帯を支配した。これ以後、アンガ国は、勢力を増すマガダ国の支配下に入った。

## 民族
ジャイナ教の文献によると、アンガ国の部族は、インド・アーリア人であった。しかし、『マハーバーラタ』やダルマ・シャーストラ文献によると、アンガの人々は野蛮人と見なされるムレーッチャの子孫であるとされる。

## 経済
アンガ国の首都チャンパーは、仏典『ディーガ・ニカーヤ』によると、当時の六大都市のうちのひとつに数えられ、交易や商業が大変盛んであったとされる。港を通じての海上交易も行われ、政治的にもベトナムのチャンパ王国などに影響があったと考えられている。